# Eierkennzeichnung

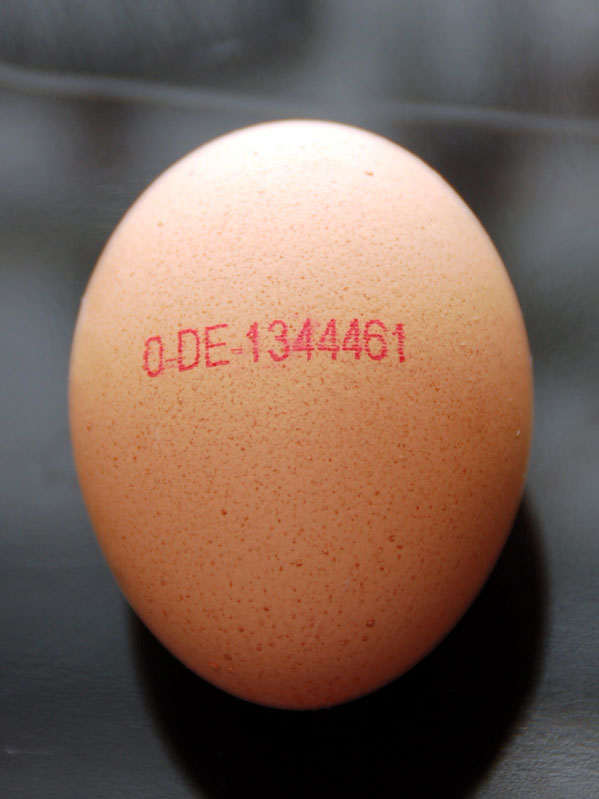
Beispielkennzeichnung in Deutschland

Eierkennzeichnung ist die Kennzeichnung von Hühnereiern, die in den Verkehr gebracht werden, also an weiterverarbeitende Betriebe und Konsumenten abgegeben werden.

## Europäische Union

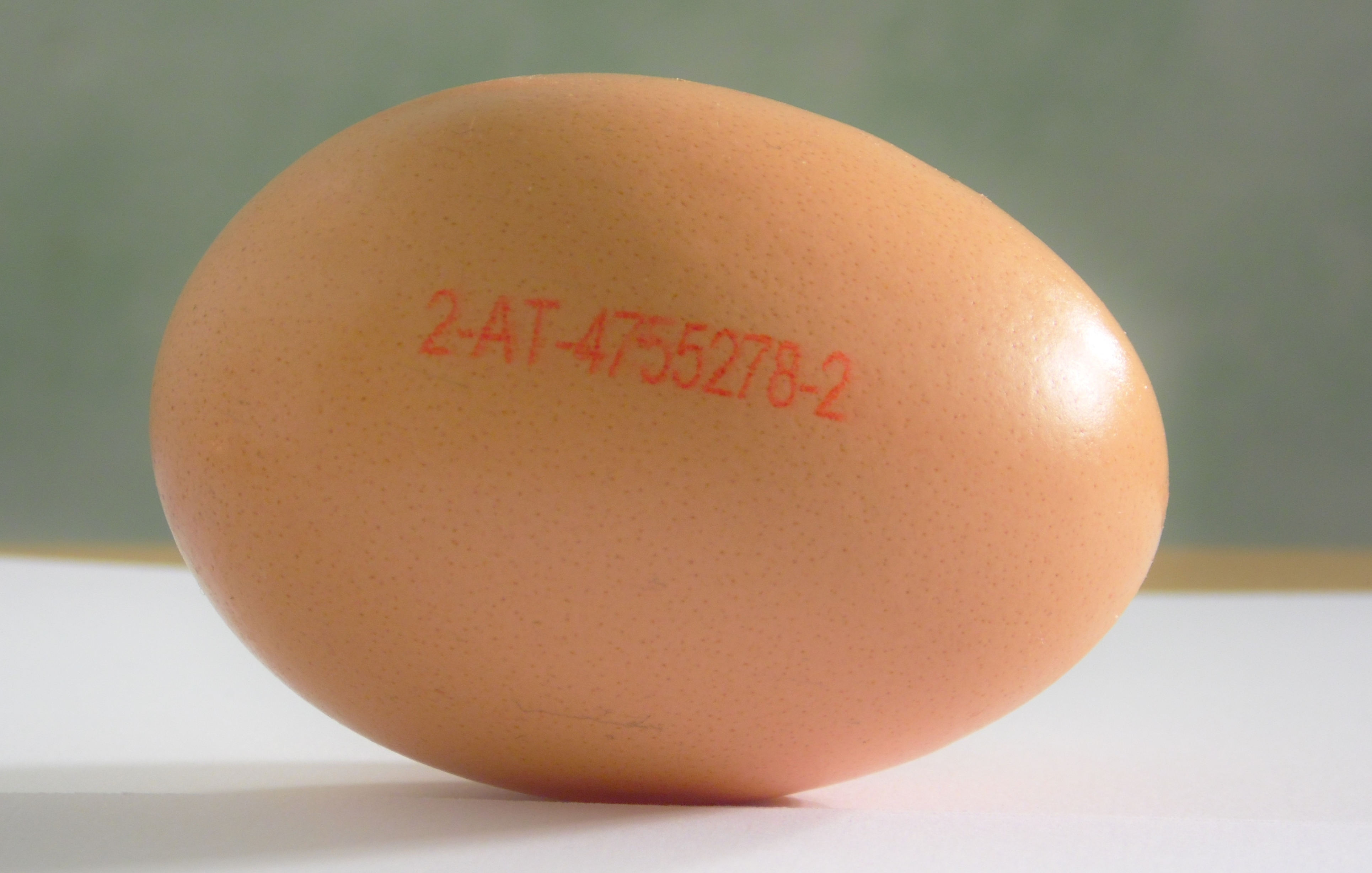
Beispielkennzeichnung in Österreich

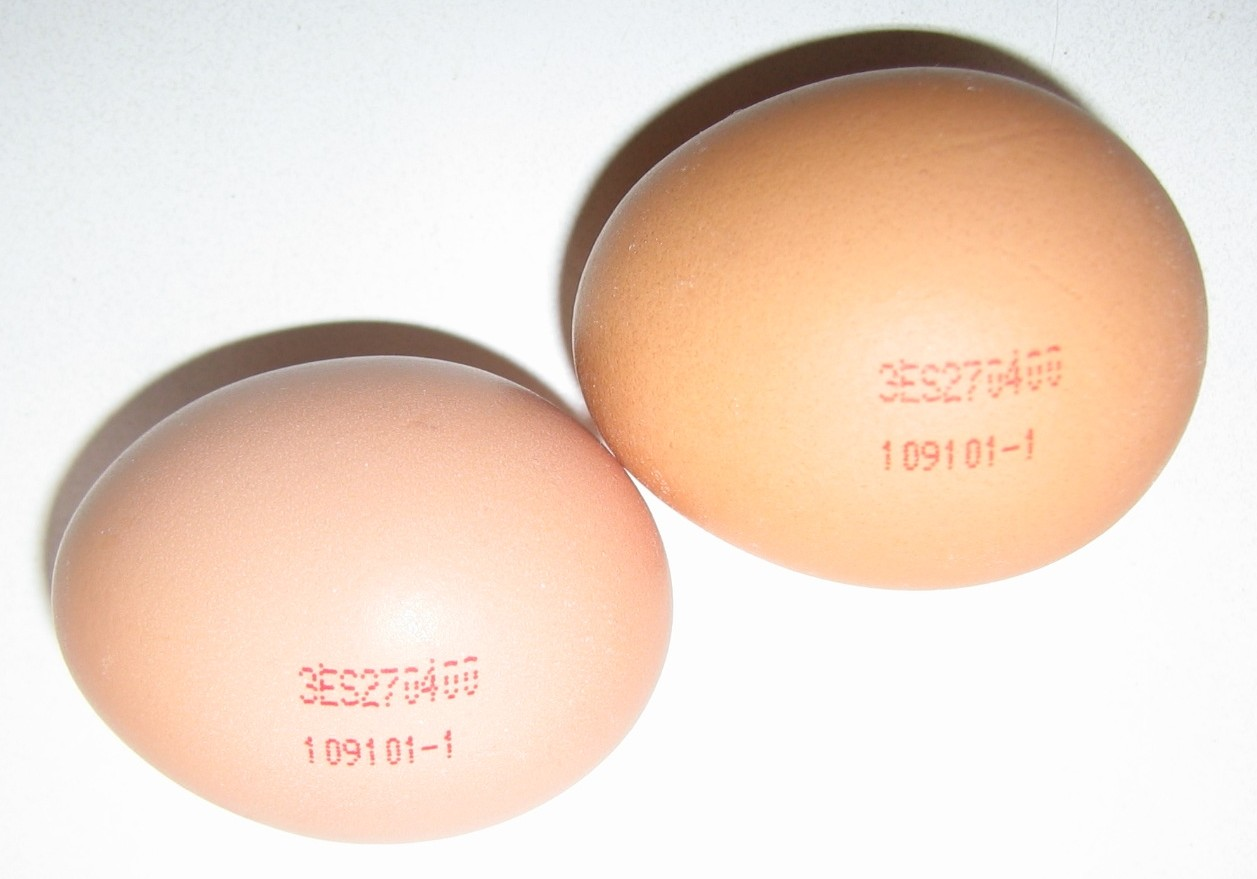
Kennzeichnung auf spanischen Eiern

Für Hühnereier gelten seit 2004 innerhalb der Europäischen Union genaue Kennzeichnungsregeln, die Bestandteil der EU-Vermarktungsnormen für Eier sind. Sortierte Eier, die vom Erzeuger direkt an den Endverbraucher verkauft werden, müssen seit Juli 2005 gekennzeichnet werden. Kennzeichnungserleichterungen gelten für unverpackte und unsortierte Eier, die direkt an der Produktionsstätte oder an der Haustür verkauft werden. Für bunt gefärbte Eier (Ostereier) gilt die Kennzeichnungspflicht nicht. Da hier keine Angaben auf dem Ei stehen, lässt sich die Herkunft nicht ermitteln. Auf der Verpackung müssen lediglich das Mindesthaltbarkeitsdatum, der Anbieter und die Menge angegeben werden.

### Erzeugercode
Dem auf den Eiern angebrachten Erzeugercode kann der Verbraucher nachstehende Informationen entnehmen:
- die Haltungsform des Huhns,
- das Land, aus dem das Ei stammt,
- die Identifizierung des Betriebs, zum Beispiel eine Erzeugerbetriebs- und Stallnummer.

Für die Identifizierung des Betriebs legt jedes Mitgliedsland ein eigenes System fest. Hierbei ist in Deutschland das Bundesland durch die ersten Ziffern der Erzeugerbetriebs- und Stallnummern gegeben. Die Vergabe der Erzeugerkennnummern obliegt den zuständigen Behörden für die Durchführung des Legehennenbetriebsregistergesetzes in den jeweiligen Bundesländern.
Das ganz oben abgebildete Ei mit der Kennzeichnung 0-DE-1344461 ist ein Bio-Ei aus Mecklenburg-Vorpommern und kommt vom Stall mit der Kennnummer 44461. Das österreichische Ei darunter stammt aus burgenländischer Bodenhaltung mit der Nummer 126814. Zusätzlich möglich wäre die Angabe des Legedatums.

#### Haltungsform
Die Ziffer an erster Stelle gibt die Art der Hühnerhaltung an, die die entsprechende gesetzliche Vorschrift widerspiegelt:
| Ziffer | Bezeichnung                            | Hühner pro m² Stall | Stallfläche pro Huhn          | Auslauffläche pro Huhn | Weitere Regeln |
| ------ | -------------------------------------- | ------------------- | ----------------------------- | ---------------------- | --- |
| 0      | Ökologische Erzeugung                  | 06                  | 1 667 cm²                     | 4 m² a                 | schärfere Regeln im Vergleich zur Freilandhaltung, zudem Regeln der Ökologischen Landwirtschaft                                                                                                  |
| 1      | Freilandhaltung                        | 09                  | 1 100 cm²                     | 4 m² b                 | |
| 2      | Bodenhaltung                           | 09                  | 1 100 cm²                     |                        | |
| 3      | Käfighaltung, auch Kleingruppenhaltung | 09 13 18            | 1 100 cm² 0.750 cm² 0.550 cm² |                        | in der EU seit 2012 verboten; in Österreich seit 2009, in Deutschland seit 2010 verboten; Kleingruppenhaltung in Deutschland bis 31. Dezember 2025 erlaubt (im Einzelfall bis 31. Dezember 2028) |

Die einzelnen Haltungsformen werden in der EG-Verordnung genau festgelegt. Die Einordnung entspringt Ideen aus dem Tierschutz und der Lebensmittelüberwachung. Die rechtliche Lage wird bestimmt durch die Lebensmittelkennzeichnungsverordnung (LMKV) und durch EU-Recht. In Deutschland ist die Haltung von Hühnern in Legebatterien seit 2010 verboten, EU-weit seit 2012.

#### Ländercode
Die Buchstaben an zweiter und dritter Stelle des Erzeugercodes geben das Herkunftsland an:
- AT = Österreich
- BE = Belgien
- BG = Bulgarien
- CY = Zypern
- CZ = Tschechien
- CH = Schweiz
- DE = Deutschland
- DK = Dänemark
- EE = Estland
- ES = Spanien
- FI = Finnland
- FR = Frankreich
- GR = Griechenland
- HR = Kroatien
- HU = Ungarn
- IE = Irland
- IT = Italien
- LT = Litauen
- LU = Luxemburg
- LV = Lettland
- MT = Malta
- NL = Niederlande
- PL = Polen
- PT = Portugal
- RO = Rumänien
- SE = Schweden
- SI = Slowenien
- SK = Slowakei
- UK = Vereinigtes Königreich

#### Identifizierung des Betriebs
In Deutschland stehen die ersten beiden Ziffern nach dem Ländercode für das Bundesland:
01 = Schleswig-Holstein

02 = Hamburg

03 = Niedersachsen

04 = Bremen

05 = Nordrhein-Westfalen

06 = Hessen

07 = Rheinland-Pfalz

08 = Baden-Württemberg

09 = Bayern

10 = Saarland

11 = Berlin

12 = Brandenburg

13 = Mecklenburg-Vorpommern

14 = Sachsen

15 = Sachsen-Anhalt

16 = Thüringen
Die folgenden vier Ziffern beziffern den produzierenden Betrieb. Bei einem Betrieb mit mehreren Ställen bezieht sich die letzte Ziffer auf den jeweiligen Stall.
Das Bundesministerium für Ernährung und Landwirtschaft schreibt dazu:

„Eine behördenseitige Veröffentlichung der Betriebsnummer in Verbindung mit Name und Anschrift des entsprechenden Betriebes sieht das Marktordnungsrecht nicht vor und ist nicht mit dem Datenschutz vereinbar.
Verbraucher, die sich über die Erzeugerbetriebe informieren wollen, sollten direkt mit dem auf der Verpackung genannten Unternehmen bzw. der genannten Organisation Kontakt aufnehmen. Einige dieser Unternehmen bzw. Organisationen bieten die Möglichkeit, per Internet und mittels der auf dem Ei gedruckten Angaben, Informationen über den jeweiligen Legebetrieb zu erhalten.“

In Österreich wird der Betrieb über seine landwirtschaftliche Betriebsnummer (LFBIS-Nummer) identifiziert.

### Verpackungen
Die Eier-Verpackungen sind in der Regel mit Etiketten versehen, die die Güteklasse und eine Codenummer der Packstelle enthalten. Packstellen prüfen die Qualität von Eiern, teilen Eier in Güteklassen ein, sortieren sie nach Gewicht und verpacken sie. Die Packstelle muss nicht einen direkten Bezug zum Erzeugerbetrieb haben. Sie kann sich in einem anderen Land befinden als der Herkunftsstall. Eine Packstelle ist durch ihre Packstellennummer (PN auf dem Etikett) europaweit identifizierbar. Die ersten zwei Zeichen des Codes kennzeichnen das Land, in dem sich die Packstelle befindet. Die weiteren Stellen werden durch die zuständigen Behörden festgelegt.

Für die Packstellen in Österreich setzt sich die Codenummer der Packstelle wie folgt zusammen:
AT <Bundeslandziffer> <Zahl des Bezirks> <laufende Nummer des Betriebs>
Dabei sind folgende Bundeslandziffern festgelegt:
1 = Burgenland

2 = Kärnten

3 = Niederösterreich

4 = Oberösterreich

5 = Salzburg

6 = Steiermark

7 = Tirol

8 = Vorarlberg

9 = Wien

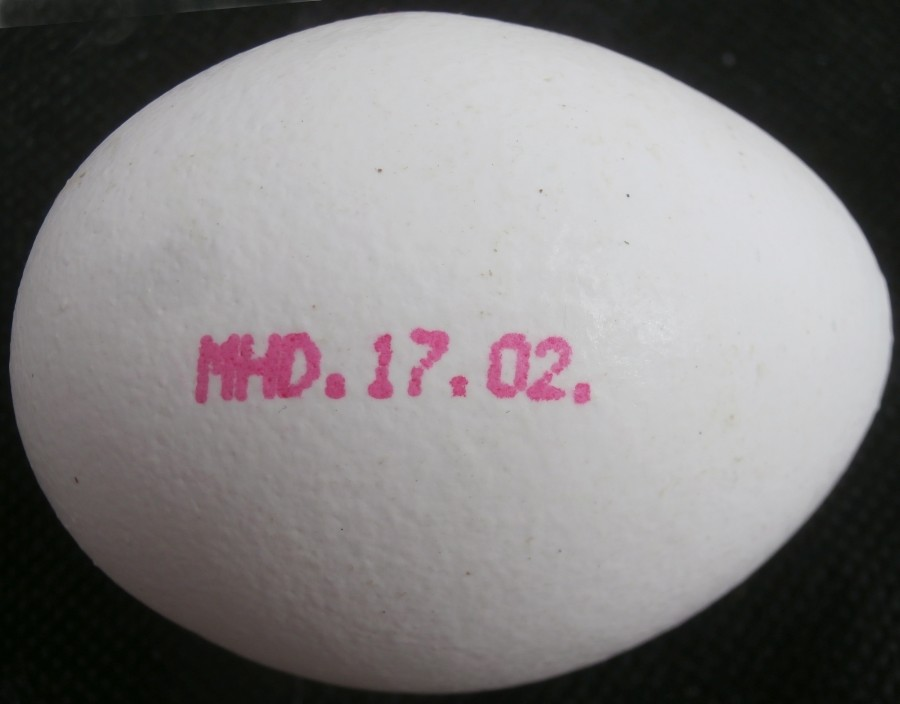
Mindesthaltbarkeit

Daneben müssen auf Verpackungen mit Eiern der Klasse A eine Reihe weiterer Angaben vorhanden sein, darunter die Gewichtsklasse (Gew.-Kl. auf dem Etikett), das Mindesthaltbarkeitsdatum und die Haltungsart. Steht auf der Verpackung „Extra“ oder „Extra frisch“, muss zusätzlich das Legedatum angegeben sein. Eier dürfen unter dieser Bezeichnung nur bis zu neun Tage nach dem Legedatum vermarktet werden.

### Freiwillige Angaben
Bestimmte weitere Angaben sind freiwillig möglich aber gesetzlich geregelt.
- Fütterung der Hennen: Angaben von Getreideart und -menge sind möglich
- Legedatum: Wird das Legedatum auf der Verpackung angegeben, muss es auch auf allen Eiern aufgedruckt sein.
- Letztes empfohlenes Verkaufsdatum: Zur Information des Handels. (Maximal der 21. Tag nach dem Legetag.)

### Güteklassen
Hühnereier werden nach den EU-Vermarktungsnormen für Eier in die Klassen A und B eingeteilt. Der Einzelhandel verkauft in der Regel nur Eier der Güteklasse A; Eier der Klasse B dürfen nur an die Industrie geliefert werden. Die früher bestehende Güteklasse C ist 2004 mit der Güteklasse B zusammengelegt worden.
| Güteklasse        | Güteklasse        | Erklärung |
| ----------------- | ----------------- | --- |
| A (oder „frisch“) | A (oder „frisch“) | Die Schale und die Cuticula müssen sauber und unbeschädigt sein und eine normale Form haben. Die Luftkammer muss unbeweglich und höchstens 6 mm hoch sein. Der Eidotter darf bei Durchleuchtung nur schattenhaft sichtbar sein und muss auch bei Drehung zentral bleiben. Das Eiklar muss klar und durchsichtig sein. Nicht zulässig sind Fremdgeruch, fremde Ein- und Auflagerungen oder ein sichtbarer Keim. Die Eier dürfen nicht gewaschen oder anderweitig gereinigt und auch nicht haltbar gemacht oder – außer 24 Stunden während einer Beförderung oder höchstens 72 Stunden im Verkaufsraum – auf unter 5 Grad Celsius gekühlt werden. |
| B                 | B                 | Eier, die nicht die Kriterien der Güteklasse A erfüllen, werden in die Güteklasse B eingestuft. Sie gelten als nicht unmittelbar für den Verzehr geeignet und dürfen nur an die Nahrungsmittelindustrie und an andere Industriebetriebe, zum Beispiel zur Verarbeitung in Kosmetika, verkauft werden. |

Das Textkennzeichen „Extra“ oder „Extra frisch“ darf nur für Eier der Güteklasse bis neun Tage nach dem Legedatum auf Verpackungen verwendet werden. Die Luftkammer von Eiern der Güteklasse „A extra“ darf höchstens 4 mm hoch sein.
Verpackungen mit einer roten Banderole und der Bezeichnung „Industrieeier“ kennzeichnen Eier, die für die industrielle Weiterverarbeitung bestimmt sind.

### Gewichtsklassen
Je nach Gewicht werden Hühnereier in vier (früher acht) Gewichtsklassen eingeteilt:
| Gewichtsklasse | Beschreibung | Gewicht             |
| -------------- | ------------ | ------------------- |
| XL             | Sehr groß    | mindestens 73 g     |
| L              | Groß         | 63 g bis unter 73 g |
| M              | Mittel       | 53 g bis unter 63 g |
| S              | Klein        | unter 53 g          |

### Aussagekraft
Im Jahr 2013 gab es Anhaltspunkte dafür, dass im großen Stil falsch gekennzeichnete Eier in den Handel gekommen sind. Es wurden Eier als aus Bio-, Freiland-, Boden- oder Käfighaltung stammend gekennzeichnet, obwohl sie die dafür erforderlichen Kriterien wegen Überbelegung von Hühnerställen nicht erfüllten. Betroffen waren Betriebe vor allem aus Niedersachsen aber auch aus Nordrhein-Westfalen und Mecklenburg-Vorpommern sowie aus den Niederlanden und Belgien. Es wurden über 100 Ermittlungsverfahren eingeleitet, einige wurden gegen Zahlung von Geldbußen eingestellt, einige führten zu Strafbefehlen.
In Österreich wurde 2015/2016 ein  Legebetriebswirt wegen betrügerischem Datierens von 700.000 Eiern rechtskräftig zu einer Geld- und bedingten Freiheitsstrafe verurteilt.

## Schweiz
In der Schweiz muss auf alle Hühnereier, die nicht direkt vom Produzenten an den Endverbraucher abgegeben werden, das Herkunftsland gestempelt sein. Der auf dem Ei angebrachte Erzeugercode folgt dem Vorbild der EU (siehe #Erzeugercode).
| 12 Schweizer Eier mindestens 53 g pro Ei Einmal gekühlte Eier dauernd bei maximal 5 °C halten Zu verkaufen bis: 01.01.2013 Fr. 7.20 Anton Bauer, Eierweg 2, 5432 Legeort |

Darüber hinaus muss der Produzent angeben:
- die Sachbezeichnung, die, wenn es sich nicht um Hühnereier handelt, die Tierart enthalten muss, z. B. „Enteneier“ oder „Taubeneier“,
- das Verkaufsdatum und, bei ungekühlten Eiern, Mindesthaltbarkeitsdatum bzw., bei gekühlten Eiern, das  Verbrauchsdatum,
- den Namen und die Adresse des Produzenten, einschließlich des Produktionslandes,
- den Detailpreis,
- die Eierstückzahl und entweder das Nettogewicht oder das Mindestgewicht pro Ei in Gramm,
- bei gekühlten Eiern einen Hinweis auf Lagertemperatur,
- bei Importeiern von Hühnern aus Käfighaltung der Hinweis „aus in der Schweiz nicht zugelassener Käfighaltung“.

Ist ein Legedatum angegeben, muss es deutlich als solches erkennbar sein. Bei Enteneiern muss eine Gebrauchsanleitung angegeben werden, zum Beispiel ein Hinweis „vor Genuss mindestens 10 Minuten kochen!“
Werden die Eier lose verkauft, muss nur der Preis schriftlich angegeben werden. Die anderen Angaben können mündlich erfolgen.